# Este-kulturen
Este-kulturen er en såkaldt arkæologisk kultur i Italien i bronzealderen og jernalderen. Kulturen er opkaldt efter byen Este i provinsen Padova i det nordøstlige Italien. 
Nord for Este kulturen fandtes Hallstattkulturen. 